# Логогриф
Логогриф (від грец. λόγος слово, і γρίφος сітка, загадка) — стилістичний прийом і вид головоломки-шаради, які полягають у послідовності слів, що утворюються додаванням, відкиданням чи переставлянням літер або складів.
Порядок слів у логогрифі може бути і зворотним, від коротких до довших. Додавати чи забирати можна одну або кілька букв, спочатку, з кінця чи середини слова.
Приклад латинського афоризму-логогрифу: Amicus verus amore, more, ore, re cognoscĭtur— Друг пізнається з любові, звичок, мови та справ.
У випадку вірша ці слова можуть бути римами:
|                | Поглянь, як пишно мокра са- кура — садів і гір окраса — цвіте, яка у ній краса! А ще тут жовтолиця раса живе й дасть не одного аса. В задумі тільки й мовиш: «Са», Й у відповідь долине: «А…». |
| — Віктор Марач | |

Зворотний логогриф-загадка Володимира Денисенка налічує рекордну кількість слів, які зафіксовані "Великим тлумачним словником української мови" (4)та "Словником іншомовних слів":(5)
Літера відома на чолі абетки,
Кіп лаоський розміняйте на монетки,
Довіряють латиші своїй валюті,
Міра лісу: в ній кубічних 40 футів,
Гумове "взуття" - плавців пристосування,
Сорт матерії (підкладок підшивання),
Високомолекулярна речовина,
Гармонійність рухів тіла балерини,
У листків рослин розширена частина.
( А - ат - лат - ласт - ласти - ластик - 
пластик - пластика - пластинка)
Як різновид ігрової поезії, використовується педагогами поряд з іншими загадками:
|                 | Люблять нас усі збирати після дощика в ліску, а як букву г відняти, будем плавати в ставку. |
| — (гриби, риби) |                                                                                             |

|               | Дроворуби його мають, ним колоди розбивають; якщо букву пропустити, в річці слід його ловити. |
| — (клин, лин) |                                                                                               |

|                             | Для всіх була я люба-мила вгорі всередині кімнати. Як першу літеру згубила — на лузі почала брикати. Ще згодом літеру згубила — зробилась іменем дівчати. Та — що за лихо? — ще згубила і стала нотою звучати. Передостання ж утекла — лишилось я. Хто ж я була? |
| — (стеля, теля, Еля, ля, я) | |

У «Чорній книзі» Орхана Памука логогрифи використовуються як засіб уникнення цензури в пресі.